# Овездурдыева, Джемал
Джемал Овездурдыева (туркм. Jemal Öwezdurdiýewa; род. в 1998 году) — туркменская шахматистка, мастер ФИДЕ среди женщин (2016).

## Биография
Джемал Овездурдыева представляла Туркменистан в шахматных олимпиадах среди женщин:
- в 2014 году была заявлена за сборную, но туркменистанская команда фактически не сыграла в турнире[1];
- в 2016 году показала результат 5,5 из 11 на второй доске[2];
- в 2018 году показала результат 8 из 10 на третьей доске[3].

В июле 2021 года Джемал Овездурдыева была заявлена в Кубке мира по шахматам среди женщин в Сочи, но в 1-м туре не вышла на игру против Ольги Баделько и ей было засчитано поражение.
За успехи в турнирах ФИДЕ в 2016 году присвоила ей звания мастера ФИДЕ среди женщин (WFM).

## Изменения рейтинга
| Графики недоступны из-за технических проблем. См. информацию на Фабрикаторе и на mediawiki.org. |